# Bazer Sakhra
Bazer Sakhra è un comune dell'Algeria, situato nella provincia di Sétif.